# 韋纁
韦纁（?—?），唐朝官员，出自京兆韦氏逍遙公房，隋朝荊州總管韦世康七世孙，吏部侍郎韦肇之子，左散騎常侍韦綬、同平章事韦贯之的弟弟。
韦纁有精识奥学，被士林所器重。闺门之内，名教相乐。所以韦氏兄弟之名推重当时。永贞年间，韦贯之为监察御史。上书推举韦纁接任自己，韦贯之转右补阙，韦纁代为监察御史，议者不以为私。元和三年（808年）四月，宦官郭里旻酒醉犯夜，被杖杀，金吾薛伾、巡使韦纁都被贬逐。韦纁官至太常少卿。元和十一年（816年），唐宪宗的母亲莊憲皇后王氏去世，韦纁进谥议。韦贯之贬为湖南观察使时，虢州刺史韦纁，也贬至简州。